# Collegio di St Helens North
St Helens North è un collegio elettorale situato nel Merseyside, nel Nord Ovest dell'Inghilterra, e rappresentato alla Camera dei comuni del Parlamento del Regno Unito. Elegge un membro del parlamento con il sistema maggioritario a turno unico; l'attuale parlamentare è David Baines, eletto con il Partito Laburista nel 2024.

## Estensione
- 1983-2010: i ward del borgo metropolitano di St Helens di Billinge and Seneley Green, Blackbrook, Broad Oak, Haydock, Moss Bank, Newton East, Newton West, Rainford e Windle.
- 2010-2024: come sopra, ad eccezione di Broad Oak e con in più Earlestown; Newton sostituì i ward di Newton East and West.
- dal 2024: i ward del borgo metropolitano di St Helens di Billinge and Seneley Green, Blackbrook, Haydock, Moss Bank, Newton-le-Willows East, Newton-le-Willows West, Rainford, Windle e una piccola parte di Sutton South East.

Il collegio è uno dei due che coprono il borgo metropolitano di St Helens, l'altro è St Helens South and Whiston. Comprende la parte settentrionale di St Helens, Billinge, Seneley Green,  Earlestown, Blackbrook, Haydock, Newton-le-Willows e Rainford.

## Membri del parlamento
| Elezione | Elezione     | Deputato     | Partito      |
| -------- | ------------ | ------------ | ------------ |
|          | 1983         | John Evans   | Laburista    |
| 1997     | David Watts  |              | Laburista    |
| 2010     | Conor McGinn |              | Laburista    |
|          | Conor McGinn | 2022         | Indipendente |
|          | 2024         | David Baines | Laburista    |

## Elezioni

### Elezioni negli anni 2020
| Partito                    | Partito                                | Candidato                  | Risultati 4 luglio 2024 | Risultati 4 luglio 2024 |
| Partito                    | Partito                                | Candidato                  | Voti                    | %                       |
| -------------------------- | -------------------------------------- | -------------------------- | ----------------------- | ----------------------- |
|                            | Laburista                              | David Baines               | 21 284                  | 52,59                   |
|                            | Reform UK                              | Malcolm Webster            | 9 115                   | 22,52                   |
|                            | Conservatore                           | Jayne Rear                 | 4 507                   | 11,14                   |
|                            | Verdi                                  | Daniel Thomas              | 3 495                   | 8,64                    |
|                            | Lib Dem                                | Pat Moloney                | 1 799                   | 4,44                    |
|                            | English Constitution Party             | Joe Greenhalgh             | 274                     | 0,68                    |
|                            |                                        |                            |                         |                         |
| Iscritti                   | Iscritti                               | Iscritti                   | 75 483                  | 100,00                  |
| ↳ Votanti (% su iscritti)  | ↳ Votanti (% su iscritti)              | ↳ Votanti (% su iscritti)  | 40 474                  | 53,62                   |
| ↳ Astenuti (% su iscritti) | ↳ Astenuti (% su iscritti)             | ↳ Astenuti (% su iscritti) | 35 009                  | 46,38                   |
|                            |                                        |                            |                         |                         |
|                            | Esito: collegio confermato a Laburista |                            |                         |                         |

### Elezioni negli anni 2010
| Partito                    | Partito                                | Candidato                  | Risultati 12 dicembre 2019 | Risultati 12 dicembre 2019 |
| Partito                    | Partito                                | Candidato                  | Voti                       | %                          |
| -------------------------- | -------------------------------------- | -------------------------- | -------------------------- | -------------------------- |
|                            | Laburista                              | Conor McGinn               | 24 870                     | 52,29                      |
|                            | Conservatore                           | Joel Charles               | 12 661                     | 26,62                      |
|                            | Brexit                                 | Malcolm Webster            | 5 396                      | 11,35                      |
|                            | Lib Dem                                | Pat Moloney                | 2 668                      | 5,61                       |
|                            | Verdi                                  | David Van Der Burg         | 1 966                      | 4,13                       |
|                            |                                        |                            |                            |                            |
| Iscritti                   | Iscritti                               | Iscritti                   | 75 593                     | 100,00                     |
| ↳ Votanti (% su iscritti)  | ↳ Votanti (% su iscritti)              | ↳ Votanti (% su iscritti)  | 47 561                     | 62,92                      |
| ↳ Astenuti (% su iscritti) | ↳ Astenuti (% su iscritti)             | ↳ Astenuti (% su iscritti) | 28 032                     | 37,08                      |
|                            |                                        |                            |                            |                            |
|                            | Esito: collegio confermato a Laburista |                            |                            |                            |

| Partito                    | Partito                                | Candidato                  | Risultati 8 giugno 2017 | Risultati 8 giugno 2017 |
| Partito                    | Partito                                | Candidato                  | Voti                    | %                       |
| -------------------------- | -------------------------------------- | -------------------------- | ----------------------- | ----------------------- |
|                            | Laburista                              | Conor McGinn               | 32 012                  | 63,74                   |
|                            | Conservatore                           | Jackson Ng                 | 13 606                  | 27,09                   |
|                            | UKIP                                   | Peter Peers                | 2 097                   | 4,18                    |
|                            | Lib Dem                                | Tom Morrison               | 1 287                   | 2,56                    |
|                            | Verdi                                  | Rachel Parkinson           | 1 220                   | 2,43                    |
|                            |                                        |                            |                         |                         |
| Iscritti                   | Iscritti                               | Iscritti                   | 76 093                  | 100,00                  |
| ↳ Votanti (% su iscritti)  | ↳ Votanti (% su iscritti)              | ↳ Votanti (% su iscritti)  | 50 222                  | 66,00                   |
| ↳ Astenuti (% su iscritti) | ↳ Astenuti (% su iscritti)             | ↳ Astenuti (% su iscritti) | 25 871                  | 34,00                   |
|                            |                                        |                            |                         |                         |
|                            | Esito: collegio confermato a Laburista |                            |                         |                         |

| Partito                    | Partito                                | Candidato                  | Risultati 7 maggio 2015 | Risultati 7 maggio 2015 |
| Partito                    | Partito                                | Candidato                  | Voti                    | %                       |
| -------------------------- | -------------------------------------- | -------------------------- | ----------------------- | ----------------------- |
|                            | Laburista                              | Conor McGinn               | 26 378                  | 57,03                   |
|                            | Conservatore                           | Paul Richardson            | 9 087                   | 19,65                   |
|                            | UKIP                                   | Ian Smith                  | 6 983                   | 15,10                   |
|                            | Lib Dem                                | Denise Aspinall            | 2 046                   | 4,42                    |
|                            | Verdi                                  | Elizabeth Ward             | 1 762                   | 3,81                    |
|                            |                                        |                            |                         |                         |
| Iscritti                   | Iscritti                               | Iscritti                   | 75 213                  | 100,00                  |
| ↳ Votanti (% su iscritti)  | ↳ Votanti (% su iscritti)              | ↳ Votanti (% su iscritti)  | 46 256                  | 61,50                   |
| ↳ Astenuti (% su iscritti) | ↳ Astenuti (% su iscritti)             | ↳ Astenuti (% su iscritti) | 28 957                  | 38,50                   |
|                            |                                        |                            |                         |                         |
|                            | Esito: collegio confermato a Laburista |                            |                         |                         |

| Partito                    | Partito                                | Candidato                  | Risultati 6 maggio 2010 | Risultati 6 maggio 2010 |
| Partito                    | Partito                                | Candidato                  | Voti                    | %                       |
| -------------------------- | -------------------------------------- | -------------------------- | ----------------------- | ----------------------- |
|                            | Laburista                              | David Watts                | 23 041                  | 51,71                   |
|                            | Conservatore                           | Paul V. Greenall           | 9 940                   | 22,31                   |
|                            | Lib Dem                                | John L. Beirne             | 8 992                   | 20,18                   |
|                            | UKIP                                   | Gary Robinson              | 2 100                   | 4,71                    |
|                            | Laburista Socialista                   | Stephen Whatham            | 483                     | 1,08                    |
|                            |                                        |                            |                         |                         |
| Iscritti                   | Iscritti                               | Iscritti                   | 74 508                  | 100,00                  |
| ↳ Votanti (% su iscritti)  | ↳ Votanti (% su iscritti)              | ↳ Votanti (% su iscritti)  | 44 556                  | 59,80                   |
| ↳ Astenuti (% su iscritti) | ↳ Astenuti (% su iscritti)             | ↳ Astenuti (% su iscritti) | 29 952                  | 40,20                   |
|                            |                                        |                            |                         |                         |
|                            | Esito: collegio confermato a Laburista |                            |                         |                         |

### Elezioni negli anni 2000
| Partito                    | Partito                                | Candidato                  | Risultati 5 maggio 2005 | Risultati 5 maggio 2005 |
| Partito                    | Partito                                | Candidato                  | Voti                    | %                       |
| -------------------------- | -------------------------------------- | -------------------------- | ----------------------- | ----------------------- |
|                            | Laburista                              | David Watts                | 22 329                  | 56,86                   |
|                            | Lib Dem                                | John L. Beirne             | 8 367                   | 21,31                   |
|                            | Conservatore                           | Paul J. Oakley             | 7 410                   | 18,87                   |
|                            | UKIP                                   | Sylvia Hall                | 1 165                   | 2,97                    |
|                            |                                        |                            |                         |                         |
| Iscritti                   | Iscritti                               | Iscritti                   | 67 942                  | 100,00                  |
| ↳ Votanti (% su iscritti)  | ↳ Votanti (% su iscritti)              | ↳ Votanti (% su iscritti)  | 39 271                  | 57,80                   |
| ↳ Astenuti (% su iscritti) | ↳ Astenuti (% su iscritti)             | ↳ Astenuti (% su iscritti) | 28 671                  | 42,20                   |
|                            |                                        |                            |                         |                         |
|                            | Esito: collegio confermato a Laburista |                            |                         |                         |

| Partito                    | Partito                                | Candidato                  | Risultati 7 giugno 2001 | Risultati 7 giugno 2001 |
| Partito                    | Partito                                | Candidato                  | Voti                    | %                       |
| -------------------------- | -------------------------------------- | -------------------------- | ----------------------- | ----------------------- |
|                            | Laburista                              | David Watts                | 22 977                  | 61,11                   |
|                            | Conservatore                           | Simon Pearce               | 7 076                   | 18,82                   |
|                            | Lib Dem                                | John L. Beirne             | 6 609                   | 17,58                   |
|                            | Laburista Socialista                   | Stephen Whatham            | 939                     | 2,50                    |
|                            |                                        |                            |                         |                         |
| Iscritti                   | Iscritti                               | Iscritti                   | 71 349                  | 100,00                  |
| ↳ Votanti (% su iscritti)  | ↳ Votanti (% su iscritti)              | ↳ Votanti (% su iscritti)  | 37 601                  | 52,70                   |
| ↳ Astenuti (% su iscritti) | ↳ Astenuti (% su iscritti)             | ↳ Astenuti (% su iscritti) | 33 748                  | 47,30                   |
|                            |                                        |                            |                         |                         |
|                            | Esito: collegio confermato a Laburista |                            |                         |                         |

## Risultati dei referendum

### Referendum sulla permanenza del Regno Unito nell'Unione europea del 2016
|             | Collegio        | Lasciare UE % | Rimanere in UE % |
| ----------- | --------------- | ------------- | ---------------- |
|             | St Helens North | 58,2%         | 41,8%            |
| Inghilterra | 53,3%           | 46,7%         |                  |
| Regno Unito | 51,9%           | 48,1%         |                  |